# جیووانی پاسکواله
جیووانی پاسکواله (انگلیسی: Giovanni Pasquale؛ زادهٔ ۵ ژانویهٔ ۱۹۸۲) بازیکن فوتبال اهل ایتالیا است.
از باشگاه‌هایی که در آن بازی کرده‌است می‌توان به باشگاه فوتبال اینتر میلان، باشگاه فوتبال تورینو، باشگاه فوتبال پارما، باشگاه فوتبال یوونتوس، باشگاه فوتبال اودینزه، باشگاه فوتبال روبور سیه‌نا، باشگاه فوتبال لیورنو، و باشگاه فوتبال پرو ورچلی اشاره کرد.
وی همچنین در تیم ملی فوتبال زیر ۲۱ سال ایتالیا بازی کرده‌است.